# 片倉村定
片倉 村定（かたくら むらさだ、延宝5年（1677年） - 寛保4年1月23日（1744年3月7日））は、江戸時代中期の伊達家重臣。白石片倉家第7代当主。
父は白石片倉家第3代当主片倉景長。養父は遠藤定富（さだとみ）、片倉村休。母は側室。養子は片倉村廉。幼名は又九郎、初名は遠藤定利（えんどう さだとし）、片倉定利。通称は平太夫、備中、伊賀、小十郎。

## 略歴
延宝5年（1677年）11月28日、片倉景長の三男として生まれる。片倉家は兄の村長が継いだため、初め遠藤定富の養子となり定利を名乗る。享保16年（1731年）、甥（村長の子）・村休の死去に伴い片倉家を相続していた片倉村信が実家の宮床伊達家へ戻ったため、藩命で片倉家を相続して白石領主、第7代当主となる。翌享保17年（1732年）、藩主伊達吉村の偏諱を受け村定と改める。元文2年（1737年）、藩主世子伊達宗村を白石城に迎え、刀を賜る。元文5年（1740年）、養子景寛（村廉）が藩主吉村の娘郷姫と婚約する。寛保3年（1743年）、病により家督を養子の村廉に譲り隠居する。寛保4年（1744年）1月23日没。享年68。墓所は宮城県白石市の片倉家廟所。